# Stromsburg
Stromsburg is een plaats (city) in de Amerikaanse staat Nebraska, en valt bestuurlijk gezien onder Polk County.

## Demografie
Bij de volkstelling in 2000 werd het aantal inwoners vastgesteld op 1232. In 2006 is het aantal inwoners door het United States Census Bureau geschat op 1156, een daling van 76 (-6,2%).

## Geografie
Volgens het United States Census Bureau beslaat de plaats een oppervlakte van 2,6 km², geheel bestaande uit land. Stromsburg ligt op ongeveer 511 m boven zeeniveau.

## Plaatsen in de nabije omgeving
De onderstaande figuur toont nabijgelegen plaatsen in een straal van 20 km rond Stromsburg.